# Myron E. Leavitt
Myron E. Leavitt (* 27. Oktober 1930 in Las Vegas, Nevada; † 9. Januar 2004 ebenda) war ein US-amerikanischer Jurist und Politiker. Zwischen 1979 und 1983 war er Vizegouverneur des Bundesstaates Nevada.

## Werdegang
Im Jahr 1948 absolvierte Myron Leavitt die Las Vegas High School. Anschließend studierte er an der University of Nevada in Reno Journalismus. Danach kehrte er nach Las Vegas zurück, wo er für die Sportredaktion einer Zeitung tätig war. Nach einem Jurastudium an der University of Utah und seiner 1956 erfolgten Zulassung als Rechtsanwalt begann er in Las Vegas in diesem Beruf zu arbeiten. Gleichzeitig schlug er als Mitglied der Demokratischen Partei eine politische Laufbahn ein. In seiner Heimat wurde er Friedensrichter und Mitglied des Bezirksrates im Clark County. 1963 scheiterte eine Kandidatur für das Amt des Bürgermeisters seiner Heimatstadt. Im Jahr 1975 wurde er in den Stadtrat von Las Vegas gewählt.
1978 wurde Leavitt an der Seite von Robert List zum Vizegouverneur von Nevada gewählt. Dieses Amt bekleidete er zwischen 1979 und 1983. Dabei war er Stellvertreter des Gouverneurs und Vorsitzender des Staatssenats. In seiner Eigenschaft als Senatspräsident hat er mehrmals mit seiner Stimme Pattsituationen aufgelöst. Zwischen 1984 und 1998 fungierte Leavitt als Bezirksrichter. Anschließend war er bis zu seinem Tod am 9. Januar 2004 Richter am Supreme Court of Nevada.